# Urania (nakladatelství)
Urania, nakladatelství odborné literatury je české nakladatelství odborné literatury a beletrie. Pro odlišení od německého nakladatelství Verlag Urania používá pro tituly vydávané v anglickém jazyce upravený překlad svého názvu Urania Publishers.

## Historie
Nakladatelství odborné literatury Urania bylo zaregistrováno v obchodním rejstříku v roce 1990. Založil je PhDr. Pavel Bělíček se záměrem vydávat potřebné řady vysokoškolských skript a učebnic. Postupně své ediční zájmy rozšířilo i na encyklopedické, příručkové a vědecké studie zaměřené na literární dějiny, filosofii a metodologii vědy. Dalším významným krokem bylo otevření edic původní beletristické tvorby, a to zejména moderní poezie.
První učebnice tvořily texty pro studenty jazykové školy Wilkins Language School, která ve výuce vycházela z metodiky funkčních komunikativních přístupů.. Rozvíjely směr britského profesora D. A. Wilkinse, zakladatele průkopnické školy "pojmových osnov" (Notional Syllabus). K vedlejším aktivitám nakladatelské činnosti patřilo i překládání odborných textů v cizích jazycích.
Těžiště nakladatelské práce nicméně tkvělo ve vydávání odborných učebnic pro studenty anglistiky, a to zejména fonetiky, morfologie, mluvnice a úvodů do studia angličtiny. Později k této anglistické řadě přibyly učebnice dějin filosofie a metodologie moderních věd. Sloužily jako výukový materiál pro výuku cizích studentů na Karlově universitě v Praze. Jen okrajově se nakladatelství Urania věnovalo vydávání učebnic a programových materiálů v projektu ÚJOP UK Malá universita.

## Teoretické cíle
Od učebnic pro vysokoškolskou výuku se odpoutaly publikace zaměřené jako teoretické studie k systematice věd. Část z vydaných publikací se věnuje dějinám literatur, estetiky a filosofie, ale neomezuje se jen na obvyklou kompilaci historických údajů. Jejich ideovým vzorem jsou „směrové dějiny beze jmen“ (histoire sans noms) a Lefebvrovy "dějiny viděné zezdola, a nikoli odshora" (histoire vue d’en bas et non d’en haut), jež pokládají masové sociální a ideové proudy za důležitější než izolované osobnosti klasiků a tzv. "velkých autorů".
Řada vydaných prací přechází od studia dějinného procesu k jeho teoretickému zobecnění.
Jejich cílem je metodologická revize soudobých vědeckých směrů a škol, jež byly ve svých počátcích přínosem, ale postupně času ustrnuly v dogmatické předsudky bránící novým úvahám. Jejich překonávání napomáhají směry soudobého skepticismu a občanská sdružení jako Sisyfos (Klub českých skeptiků). Na analýzu soudobých iracionálních a pseudovědných směrů založilo nakladatelství Urania edici a webový portál Democritus Association.
Za klíčový program své ediční činnosti pokládá nakladatelství edici systematických encyklopedií, věnovanou projektu systematických věd. Zveřejňuje publikace, jež revidují tradiční podání látky a navrhují v humanitních oborech soustavnou vývojovou taxonomii, jaká se v evoluční biologii, chemii a dalších přírodních vědách prosadila už od 19. století. Jejich nejdůležitějším výstupem jsou teoretické studie nesoucí v názvu přívlastek "soustavná" či "systematická".

## Stěžejní edice

### Vysokoškolské učebnice
Tato edice sleduje vydávání vysokoškolských učebnic z filosofie a filologie tištěných v brožovaném formátu A5. Nezůstávají jen u záběru pouhých skript, podrobností přesahují většinu dostupných českých učebnic a rozvíjejí výklad pomocí moderních exaktních a matematických metod.
- A Manual of English Phonetics. Prague 1993, 184p., 2nd edition 2001.
- An Introduction to Modern Linguistics. Prague: Urania 1992, 82p.
- A Modern English Grammar. A Semantic Outline of English Morphology. Prague 1994, 375p., 2nd edition 2001.
- Historical Perspectives of English Studies in Czech Humanities. Prague 2001, 105p. [Teoretický přehled problémů a perspektivních řešení moderní anglistiky.]
- A History of Classic Philosophy. Prague 1993, 179p.
- Filosofické základy metodologie moderních věd. Praha 2006.

### Literární dějiny
Tato edice publikuje práce z dějin literatury a estetiky, ale nezůstává u netvůrčího kompilativního popisu matérie, autorů a jejich děl. Pokouší se překonat poznání jiných srovnatelných příruček tím, že nastiňuje kulturní vývoj literatury, estetika a filosofie jako souvislý proces, který jeví povahu periodického vlnění proudů, hnutí a směrů. Tím vnáší do kulturních dějin soustavnost vlastní zatím jen evolučním přírodním vědám.
- Dějiny literární estetiky I–III [The History of Literary Aesthetics.]
- I. Od antiky až po romantismus. Praha 2009, 390p.
- II. Od romantismu po meziválečnou avantgardu. Praha 2004, 313p.
- III. Od meziválečné avantgardy po postmodernu. Praha 2004, 309p.
- Geneze levicové kritiky ve Spojených státech (1900–1940). Praha 2009, 381p. [The Genesis of Lef-Wing Criticism in the United States.]
- Dějiny marxistické estetiky. Praha 2008, 390p. [The History of Marxist Aesthetics.]
- Dějiny české literatury v statistických grafech a tabulkách I-V [The History of Czech Literature in Statistic Graphs and Tables.]
- I. Od počátků po baroko. Praha 2008, 358p.
- II. Od baroka po májovce. Praha 2008, 360p.
- III. Od májovců po poetismus. Praha 2008, 345p.
- IV. Od poetismu do válečných let. Praha 2009, 381p.

### Teoretické studie
Tato ediční řada opouští rámec vysokoškolských osnov a snaží se zpracovat partie humanitních věd formou samostatných studií. Z větší části jsou věnovány srovnávací jazykovědě, v nichž se daří skloubit jen studium blízkých jazykových rodin, ale chybí nástiny souvislé jazykové geneze.
- Australo-Negroid Languages. A Linguistic Survey of Negro-Australoid and Caucaso-Siouan Languages. Prague 1993. pp. 119–224.
- Indo-European Languages. The Linguistic Prehistory of Indo-European Languages. Prague 1993, pp. 225–314.
- Prehistoric Dialects I–II. An Outline of Human Glottogenesis and a Comparative Survey of All World Language Families). Prague 2001. 799p.
- English Semantics. The Semantic Structure of Modern English. Prague 2005, 353p.

### Filosofické práce
Oborům filosofie, logika a metodologie věd je věnována ediční řada Philosophica zaměřená na usouvztažnění a usoustavnění oborového členění hlubší teoretickou syntézou. Její publikace se nepokoušejí razit nějaký nový subjektivní filosofický pohled a směr, ale opět sledují zřetel klasifikace a třídění. Ukazují, jak se v dějinách periodicky opakují kulturní vlny podobných proudů a jak zavdávají podklady k zavedení soustavné filosofické ideologie ladící dobře s cykly sociálního a hospodářského vývoje.
- Teoretické základy sociálních a politických věd. Praha 2001, 375p.
- Rukověť soustavné politologie: srovnávací typologie historických forem státnosti a směrů kulturněpolitické ideologie. Praha 2016, 379p.
- Filosofické úvahy velkých myslitelů : výběr myšlenek slavných autorů v kontextu ideových proudů dějin filosofie (s H. Knížetovou a B. Knížetem). Praha 2015. ·
- A Systematic Survey of Theoretical Mathematics. Prague 2009, 387p. (in cooperation with his son Tomáš Bělíček). [The systematic philosophical propedeutics of modern mathematics.]

### Systematické encyklopedie
Nejzávaznější příspěvky k poznání podává ediční řada systematických encyklopedií rozvíjející projekt evoluční systematiky věd. Ukazuje, že humanitní vědy stále zápasí s nerozvitým stavem chatrných teoretických základů a nemohou se pohnout z místa, dokud jim evoluční přístupy nenabídnou stejně nosné soustavné třídění, jakým se mohou vykázat exaktní obory přírodovědné. ·
- Towards a Reform of Modern University Studies. Ad reformandum universitatem. Democritus Association. Prague 2008, 198p.
- Poetika folklóru – Etnogeneze žánrů ústní slovesnosti. Historická poetika I. Praha 2001, 212 stran [The Poetics of Oral Folklore. Historical Poetics I.] ·
- Encyklopedie soustavné literární vědy I–IV. Praha 2011, [The Encyclopaedia of Systematic Literary Theory]. ·
  - I. Literární teorie. Praha 2011, 347p.
  - II. Literární sociologie. Praha 2011, 327p.
  - III. Literární historie. Praha 2011, 342p.
  - IV. Literární poetika. Praha 2011, 374p.
- Systematic Poetics. Prague 2017.
  - I. Literary Theory and History. Prague 2017, 376p.
  - II. Literary Ethnology and Sociology. Prague 2017, 370p.
  - III. Formal Poetics and Rhetoric. Prague 2017, 357p.

### Malá universita
Stranou hlavních edičních aktivit zůstávala edice Malá universita. Vycházela z ne zcela zdařeného projektu nových forem pomaturitní přípravy na universitu. Měla vydávat malé úvody do studia jednotlivých věd, jež by studentům sloužily jako výukový materiál v kursech.
- Introducing linguistics : first steps in linguistic studies. Praha: Ústav jazykové a odborné přípravy KU, 2006
- Introduction to phonetics. Praha : Ústav jazykové a odborné přípravy KU, 2005.

### Democritus Association
Zvláštní postavení má v nakladatelské činnosti edice Democritus Association zaměřená na vydávání metodických materiálů. Neslouží ani tolik obecné čtenářské obci jako skeptickým občanským sdružením jako Sisyfos, jež z nich čerpají inspiraci a mohou se její argumentaci obracet na školské a kulturní instituce.
- Postmoderní krize humanitních věd a úkoly jejich obnovy. Démokritos 2004, 96p.
- Postmodern Irrationalism in Sciences and Recovery from its Diseases. Democritus Association 2005, 96p.
- From Socialism to Demotism. A Manifesto of the Democratic Left for the 21th Century. Prague: Democritus Association. Prague 2004.
- Ozdravné kroky k zotavení současného školství. Praha 2014.

### Plameny
Zcela odlišný záběr má edice Plameny určená vydávání původní básnické, prozaické a dramatické tvorby. Jejím smyslem není vydávat výnosným způsobem beletristické tituly známých autorů, ale naopak podporovat novátorské snahy umělecké avantgardy. Tato edice původní poezie a beletrie zatím zveřejňovala výběry z básnické tvorby několika kmenových autorů. Vydané tituly se soustřeďovaly na Kobaltovo období proprealismu, kdy rozvíjel Majakovského a Sanguinetiho poetiku. Charakterizoval ji modernistický volný verš členěný zalomenými řádky a odřazovanými dovětky do zajíkavé občanské výpovědi.
- Martin Kobalt: Holá duše. Výbor z poezie. Praha: Urania, 2008, 99 stran. [Rané básně metafyzického ladění z konce 60 let.]
- Martin Kobalt: Vozataj slov. Výbor z veršů z let 1972-1982, Praha: Urania 2007, 92 stran.
- Martin Kobalt: Totálka. Ekologické balady z konce tisíciletí. Praha 2008, 86 stran. [Přechod od proprealistického konceptualismu a hyperrealismu k ekologickým vizím poznamenaným náladami katastrofického environmentalismu 80. let.]
- Martin Kobalt: Baedeker přírodních krás napříč kontinenty. Velké epické skladby. Praha 2009, 109 stran. [Výběr delších eliotovských a poundovských skladeb modernistické civilizační poezie.]
- Martin Kobalt, Jan Kratochvíl: Hra na Krista. Praha 2008. [Avantgardní hra o dvou hledištích bez čelního jeviště ve stopách totálního divadla Petra Handkeho.]
- Josef Vodvaz (pseudonym): Apokalypsa sv. Purdochia. Tajná kronika Valachů. Praha 1995, 158 stran. [Joyceovský a tolkienovský humoristický román zacílený na rekonstrukci dávné mytologie moravské krajiny.]